# رهایی (آلبوم)
رهایی (انگلیسی: Liberation) هشتمین آلبوم استودیویی اثر خواننده-ترانه‌سرای آمریکایی کریستینا اگیلرا است که در ۱۵ ژوئن ۲۰۱۸ ازطریق آرسی‌ای منتشر شد.